# Planetstien (Aalborg)
 For alternative betydninger, se Planetstien. (Se også artikler, som begynder med Planetstien)
Planetstien i Aalborg ligger i Golfparken ved Urania Observatoriet. Den strækker sig ca. 700 meter fra Borgm. Jørgensens Vej gennem parken mod Th. Sauers Vej. Planetstien er placeret langs Scoresbysundvej, som er den gennemgående sti/vej gennem parken i omtrentlig nordlig-sydlig retning. 
Den består af søjler og figurer af Solen samt Merkur, Venus, Jorden, Mars, Jupiter og Saturn. Hver søjle bærer desuden en plade med en tegning samt en kort tekst. Ved observatoriet og for enden af stien er desuden placeret større skilte med uddybende oplysninger. Målestoksforholdet er 1 : 2 mia. Således bliver afstanden fra Solen til Jorden 75 m.
- Solens placering : 57°01′45.58″N 09°56′54.04″Ø / 57.0293278°N 9.9483444°Ø
- Jordens placering : 57°01′43.90″N 09°56′54.84″Ø / 57.0288611°N 9.9485667°Ø
- Saturns placering : 57°01′24.66″N 09°57′11.38″Ø / 57.0235167°N 9.9531611°Ø

Tilsvarende anlæg med andre målestoksforhold findes bl.a. ved Lemvig, Fjerritslev og Aars.
|  | Denne artikel om lokaliteten Planetstien (Aalborg) kan blive bedre, hvis der indsættes et (bedre) billede. Du kan hjælpe ved at afsøge Wikimedia Commons for et passende billede eller lægge et op på Wikimedia Commons med en af de tilladte licenser og indsætte det i artiklen. |

57°01′33.56″N 09°57′04.74″Ø / 57.0259889°N 9.9513167°Ø